# Слеме
Слеме (сљеме, шљеме, слиме, било, самар, кључ, устун, хрбат) је хоризонтална линија која представља врх крова, тј. место где се секу кровне равни код двоводног крова (или наспрамне равни код вишеводног). Уколико се равни сутичу у једној тачки (нпр. код пирамидалног крова), онда кров нема слеме, него рогаљ. Косе пресечне линије кровних равни (код суседних равни) зову се грбинама.
Код класичних дрвених кровова, рогови се на слемену обично сучељавају, а могу бити прихваћени и помоћу греде слемењаче.